# Relations entre la Pologne et la Turquie

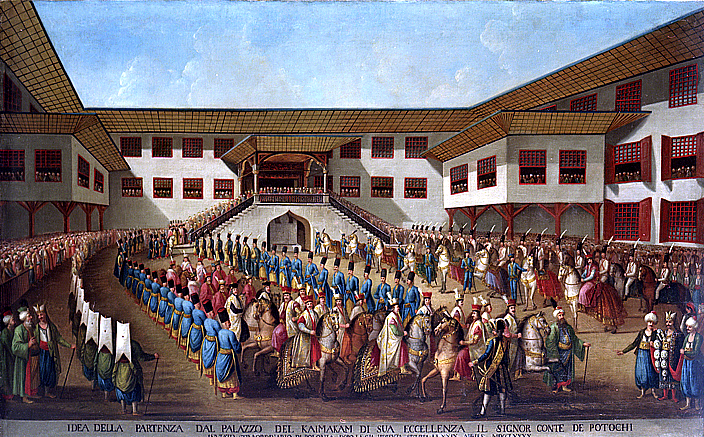
Procession de Piotr Potocki, le dernier représentant de la république Polono-Lituanienne à Constantinople en 1790.

Les relations entre la Pologne et la Turquie se réfèrent aux relations bilatérales entre la Pologne et la Turquie. La Pologne a une ambassade à Ankara, et un consulat général à Istanbul. La Turquie a une ambassade à Varsovie. Les deux pays sont membres à part entière de l'OTAN et de l'Union pour la Méditerranée.

## Histoire
Les relations entre la Pologne et la Turquie ont été historiquement fortes, les relations officielles commencent au XVe siècle. L'Empire Ottoman, avec la Perse, sont les seuls grand pays dans le monde qui ne reconnaissent pas les partitions de la Pologne. Au XIXe siècle, de nombreux anciens combattants polonais de l'insurrection de novembre 1830, de celle de janvier et de la guerre de Crimée arrivent en Turquie. De nombreux officiers polonais, comme Michał Czajkowski, servent dans l'Armée ottomane. Le général polonais Marian Langiewicz passe les dernières années de sa vie en Turquie combat dans l'Armée Ottomane et meurt à Constantinople, où il est enterré au Cimetière Haydarpaşa. Le poète Adam Mickiewicz passe les derniers mois de sa vie à Constantinople et y meurt. La maison où il a vécu a été plus tard transformée en Musée Adam Mickiewicz.
Le village polonais de Polonezköy (Adampol) est établi en Turquie, sur la rive anatolienne d'Istanbul, en 1842, par d' anciens combattants polonais de l'Insurrection de novembre. Au cours des XIXe et XXe siècles, des colons polonais supplémentaires s'y installent. En 2009, il y a toujours une minorité polonaise dans le village.
Parmi les turcs célèbres ayant des ancêtres polonais, on retrouve le poète et dramaturge Nâzım Hikmet, ou encore la chanteuse soprano d'opéra Leyla Gencer.

## Relations contemporaines

Pays qui reconnaissent le Génocide arménien surligné en vert sombre. La Pologne est l'un des pays à reconnaître le génocide.

Bien que la Turquie et la Pologne entretiennent de bonnes relations, depuis la fin du XXe siècle, les relations entre les deux pays sont parfois tendues. La Pologne est l'un des principaux pays qui condamnent l'invasion turque de Chypre et affirme sa position en faveur d'un royaume uni de Chypre. En outre, en 2005, la Pologne a officiellement reconnu le génocide arménien, forçant la Turquie à retirer son ambassadeur pour un mois ce qui a rendu leurs relations moins chaleureuses.

### Visites officielles
Outre les consultations au sein du Comité consultatif, des visites officielles interétatiques sont également organisées. Leur fréquence relativement faible est notable, ce qui peut s'expliquer à la fois par le facteur géographique et par le fait que la Turquie et la Pologne ne sont pas les principaux partenaires politiques l'un de l'autre. D'autre part, ces dernières années, il y a eu une certaine augmentation des contacts, tant au niveau du chef de l'État, du chef du gouvernement et au niveau interparlementaire, ainsi que des tentatives d'établir des contacts entre les autorités judiciaires des deux pays. Les réunions suivantes, entre autres, témoignent de cette tendance : 

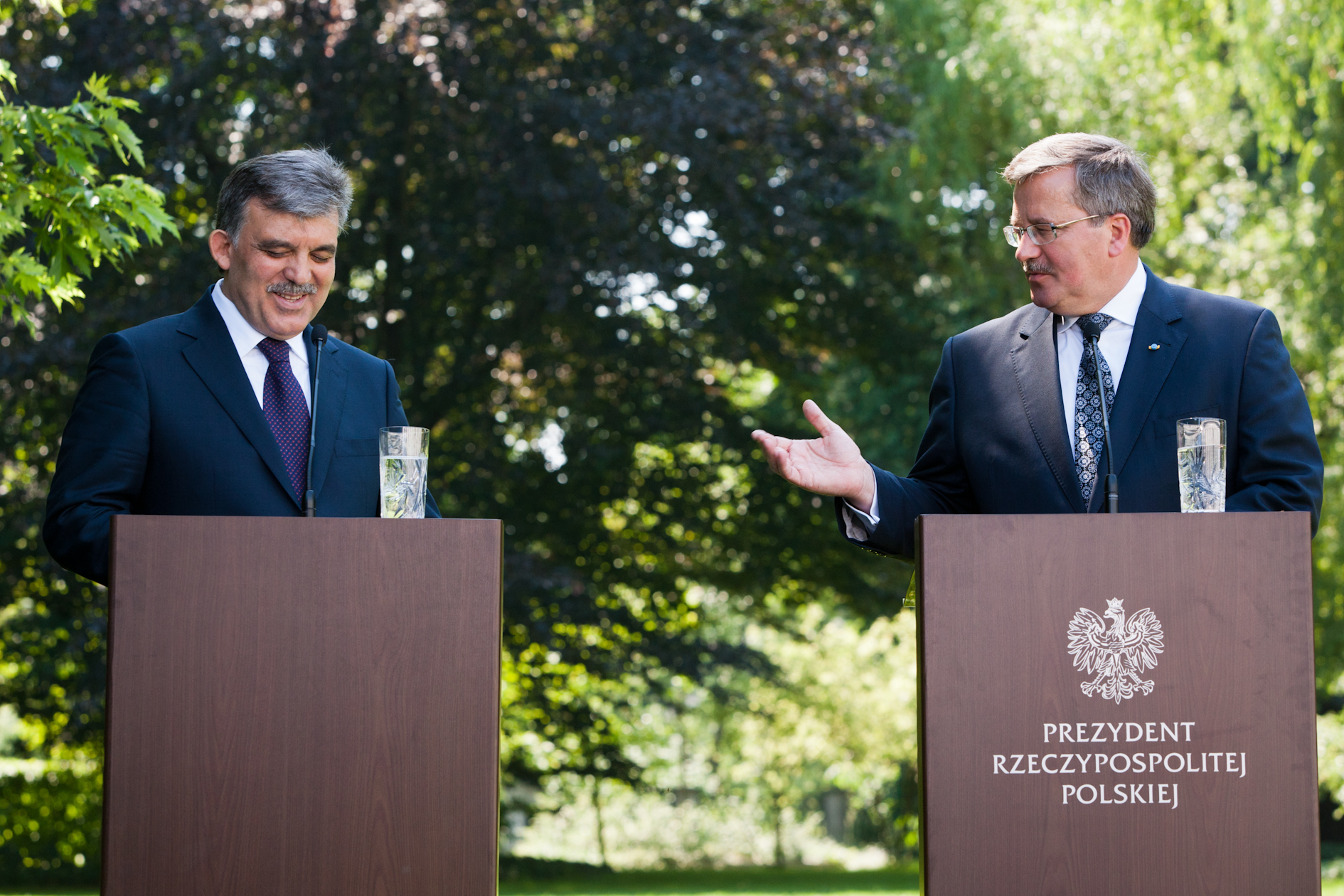
Le président de la Turquie Abdullah Gül et le président polonais Bronisław Komorowski à Varsovie le 6 juin 2011

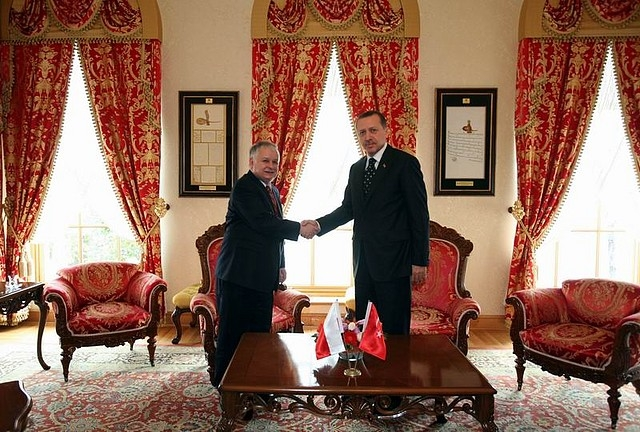
Le premier ministre turc Recep Tayyip Erdoğan à droite et le président polonais Lech Kaczyński à Istanbul, le 24 janvier 2007.

- Mai 1997 - visite du président Süleyman Demirel en Pologne - entre autres, rencontre avec des parlementaires polonais, exprimant leur soutien à l'élargissement de l'OTAN à la Pologne.
- Juin 2004 - visite du président Ahmet Necdet Sezer en Pologne - rencontre avec le président Aleksander Kwasniewski et les présidents du Sejm et du Sénat, entretiens sur l'économie, la question irakienne et les aspirations européennes de la Turquie[3].
- Mars 2005 - visite du président de la Grande Assemblée nationale de la république de Turquie Bülent Arınç en Pologne - rencontre avec le président du Sénat Longin Pastusiak, entretiens sur, entre autres, les expériences polonaises dans les négociations de pré-adhésion, la préparation des facilités pour les investisseurs polonais et l'organisation du 150e anniversaire de la mort d'Adam Mickiewicz en Turquie. Au cours de cette visite, une réunion avec le Premier ministre Marek Belka a également eu lieu, au cours de laquelle les thèmes de la coopération politique et culturelle ont également été discutés.
- Juillet 2005 - visite du Premier ministre Marek Belka en Turquie - rencontre avec le président Ahmet Necdet Sezer, discussion sur l'élargissement de l'Union européenne, la situation en Irak et les relations bilatérales.
- Avril 2006 - visite de Stefan Meller, ministre des Affaires étrangères en Turquie - rencontre avec le Premier ministre, le président du Parlement et le ministre des Affaires étrangères, entretiens sur les aspirations turques à l'adhésion, la coopération économique, la sécurité énergétique et la coopération culturelle, etc.[4]
- Janvier 2007 - visite du président Lech Kaczyński en Turquie - visite au Mausolée Atatürk, la rencontre avec le président de la Turquie s'est conclue par la signature de la Déclaration politique conjointe des présidents de la république de Pologne et de la république de Turquie. Le président Lech Kaczyński a également rencontré le président de la Grande Assemblée nationale turque et a remis des ordres à des citoyens turcs, présentant quatre Croix de Cavalerie de l'ordre du Mérite de la république de Pologne et une Croix d'Or du Mérite[5].
- Mars 2007 - Visite à la Cour administrative suprême d'une délégation du Conseil d'État de Turquie - Mise en place d'une coopération entre les juridictions administratives suprêmes des deux pays.
- Novembre 2008 - visite du ministre turc des Affaires étrangères Ali Babacan - rencontres avec le président du Sénat Bogdan Borusewicz et le ministre de l'Economie Waldemar Pawlak. Au cours de la visite, des questions liées à la sécurité internationale et à la perspective de coopération dans le domaine de la diversification des approvisionnements en pétrole et en gaz et de l'intensification du commerce ont été discutées, entre autres.
- Mai 2009 - visite du Premier ministre turc Recep Tayyip Erdoğan en Pologne - rencontre avec Donald Tusk, discussion sur les questions économiques, énergétiques et de visas, expression de la volonté d'accroître les échanges commerciaux, annonce de la célébration des 600 ans d'établissement de relations diplomatiques.
- Mai 2009 - visite du vice-premier ministre Waldemar Pawlak en Turquie - s'entretient avec le ministre d'État turc chargé du commerce lors du Forum des entreprises polono-turc sur les questions économiques, en particulier dans le contexte de la crise financière. Au cours de la réunion, une déclaration sur la coopération économique a été signée.